# Parafia św. Dionizego w Koziczynie
Parafia pw. Świętego Dionizego w Koziczynie – parafia rzymskokatolicka należąca do dekanatu ciechanowskiego zachodniego, diecezji płockiej, metropolii warszawskiej. 

## Miejscowości i ulice
W granicach parafii znajdują się miejscowości:

- Dębowo,
- Janowięta,
- Kołaki-Budzyno,
- Kołaki-Kwasy,
- Koziczyn,
- Lipa,
- Nieborzyn,
- Radomka,
- Stawy,
- Szulmierz,
- Wierzbowo,
- Wola Wierzbowska.